# جامعة هيريوت وات بدبي

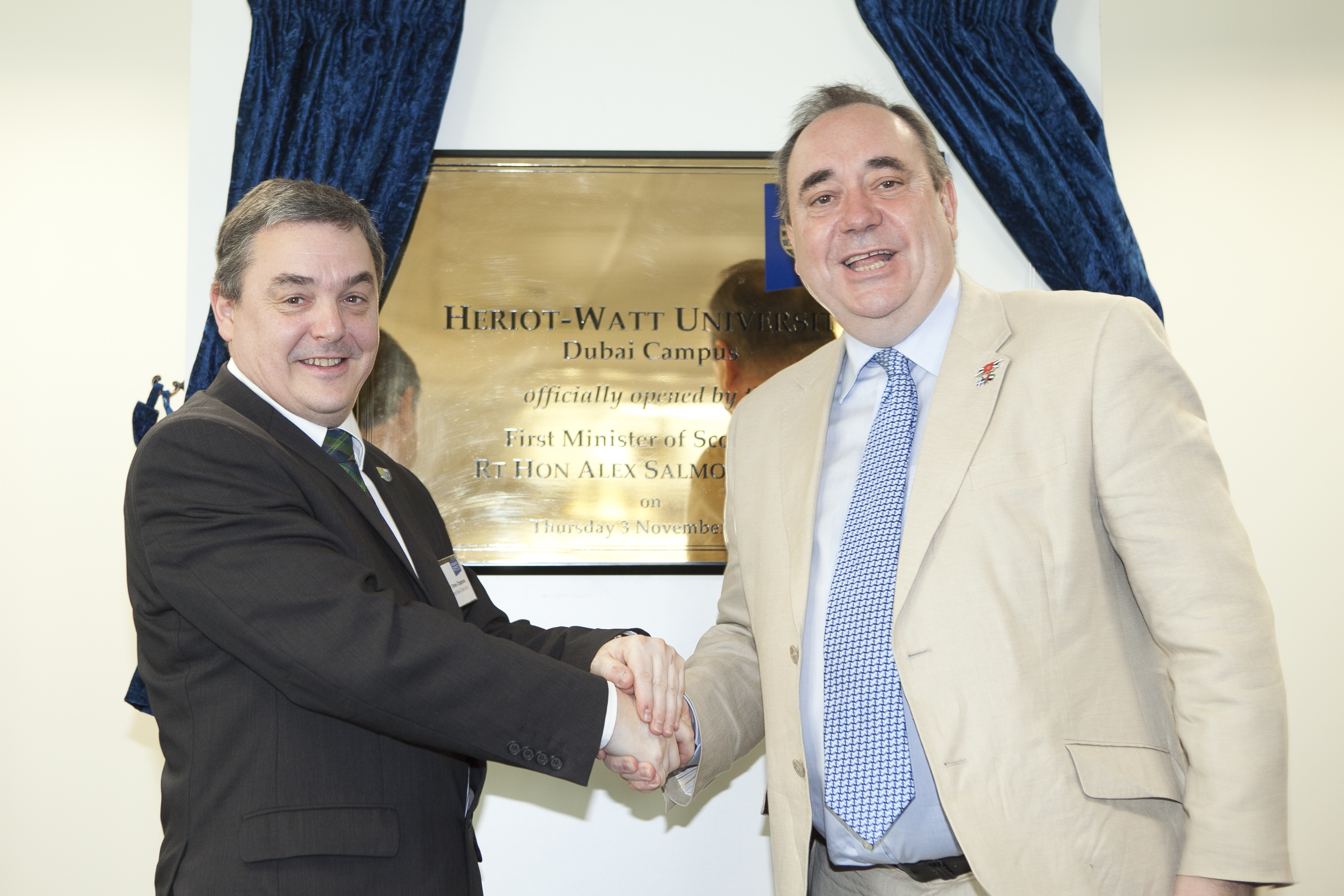
افتتاح حرم جامعة هيريوت وات الجديد في دبي

حرم جامعة هيريوت وات بدبي هو حرم جامعي تابع لجامعة هيريوت وات ومقره دبي، الإمارات العربية المتحدة . تأسس عام 2005م، وكان أول حرم جامعي لجامعة خارجية يتم افتتاحه في مدينة دبي الأكاديمية العالمية.
في عام 2021م، أعادت الجامعة تخصيص موقع حرمها الجامعي في دبي إلى قرية دبي للمعرفة.

### البرامج الدراسية

#### بكالوريوس[5]
- الهندسة المعمارية والإنشائية
- إدارة الأعمال
- الهندسة
- العلوم الانسانية
- نظم المعلومات
- الإعلام والتصميم
- العلوم الطبيعية والفيزيائية

#### ماجستير[5]
- الهندسة المعمارية والإنشائية
- إدارة الأعمال
- الهندسة
- العلوم الإنسانية
- نظم المعلومات
- الإعلام والتصميم
- العلوم الطبيعية والفيزيائية

#### دكتوراه[5]
- إدارة الأعمال
- الهندسة

## روابط خارجية
- جامعة هيريوت وات
- جامعة هيريوت وات: دراسة دبي